# Fusarium pallidoroseum
Fusarium pallidoroseum — вид філаментарних аскомікотових грибів (Ascomycota) родини нектрієві (Nectriaceae). Вражає банани, кукурудзу та горох.